# De kriminella
De kriminella (fransk originaltitel Un flic, "en snut") är en fransk deckarfilm från 1972, i regi och med manus av Jean-Pierre Melville. Alain Delon spelar titelrollens "snut". Filmens handling kretsar kring ett gäng bankrånare som planerar en stor kupp. Kommissarie Edouard Coleman (Delon) är dem dock på spåren.

## Rollista
| Alain Delon        | – Commissaire Edouard Coleman                   |
| Richard Crenna     | – Simon                                         |
| Catherine Deneuve  | – Cathy                                         |
| Riccardo Cucciolla | – Paul Weber                                    |
| Michael Conrad     | – Louis Costa                                   |
| Paul Crauchet      | – Morand                                        |
| Simone Valère      | – Pauls fru                                     |
| André Pousse       | – Marc Albouis                                  |
| Jean Desailly      | – Förnämlig herre som blir bestulen på en staty |
| Valérie Wilson     | – Gaby                                          |
| Henri Marteau      | – Polis, instruktör i skytte                    |